# Взрыв на шахте «Естюнинская»

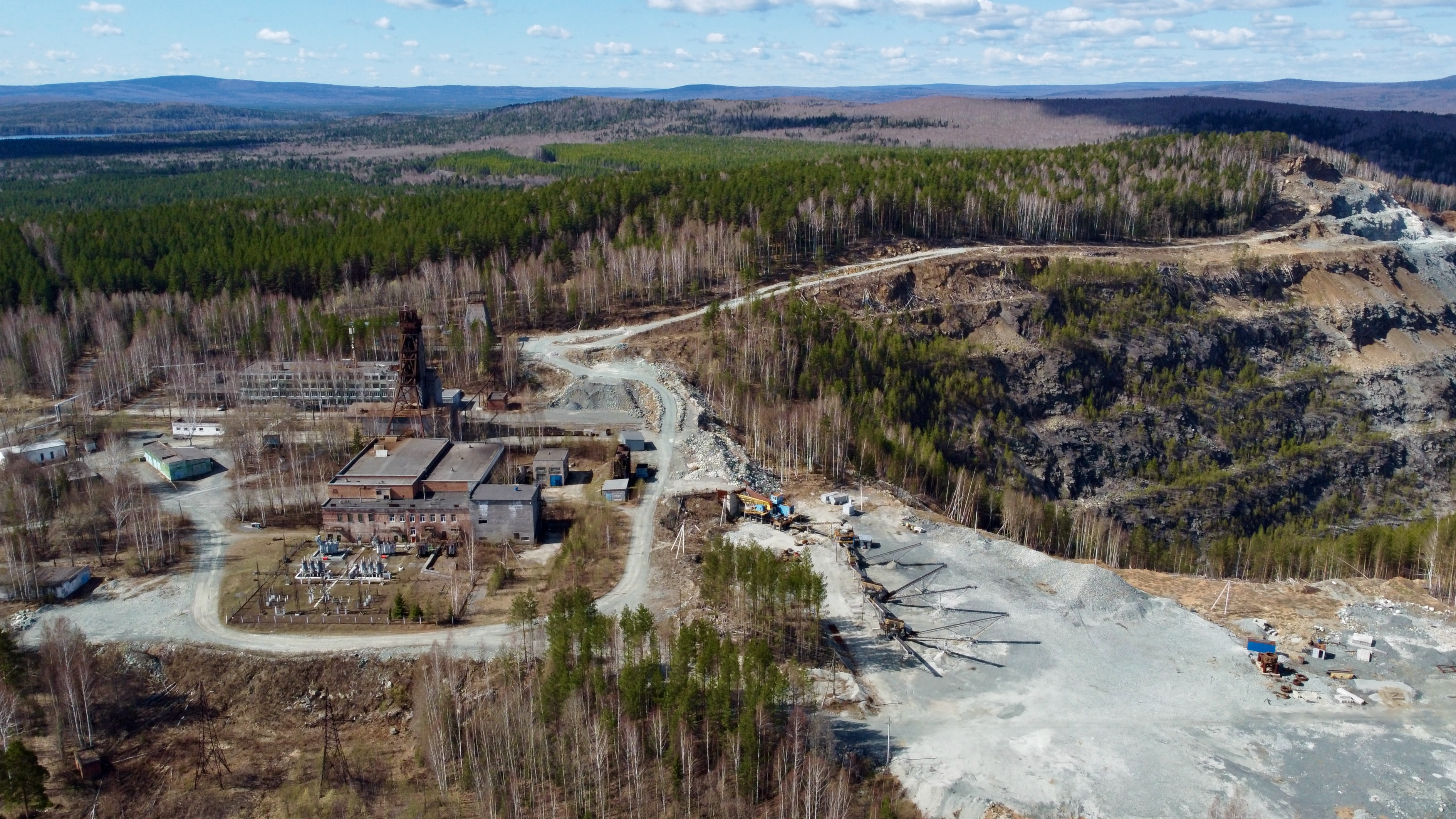
Шахта в 2022 году

Взрыв на ша́хте «Естю́нинская» — взрыв в шахте «Естюнинская» 23 декабря 2009 года из-за самопроизвольной детонации взрывчатых веществ (аммиака).
Шахта «Естюнинская» была одной из новых шахт ОАО «Высокогорский горно-обогатительного комбината» (Evraz Group).

## Хронология событий
Взрыв произошёл в 13.35 местного времени (11.35 по московскому времени) в момент взрыва в шахте находилось 123 человека.
Спустя несколько часов после взрыва стало ясно, что взрыв произошёл на горизонте минус 180 метров при транспортировке взрывчатых веществ на подземный склад.
Погибшими считались шесть человек, трое считались пропавшими без вести, остальные 114 были эвакуированы.
Затем, спустя ещё несколько часов были обнаружены тела ещё двух шахтёров, таким образом число погибших увеличилось до восьми человек.
На следующие сутки после взрыва были обнаружены все 9 погибших. По факту взрыва было возбуждено уголовное дело по части 3 статьи 216 УК РФ (нарушение правил безопасности при ведении горных, строительных или иных работ, повлёкшее по неосторожности смерть двух или более лиц).

## Погибшие
Согласно официальным данным погибло 9 работников:
- 25-летний машинист электровоза Просветов Иван Сергеевич;
- 51-летний электрослесарь Сидоров Сергей Николаевич;
- 26-летний электросварщик Кириченко Никита Олегович;
- 22-летний слесарь Трясцын Василий Игоревич;
- 46-летняя контролер ОТК Герасименко Раиса Ивановна;
- 26-летний Ильичев Сергей Александрович;
- 58-летний Владимир Агапитов;
- 46-летний Николай Шестаков;
- 60-летний Виктор Котров.

## Расследование и выводы
27 июля 2010 года дело о взрыве на шахте было передано в суд.
В 2010 году суд признал виновным в нарушении правил безопасности бывшего заведующего подземным расходным складом Геннадия Белякова: 3 года колонии-поселения.